# فهرست میراث جهانی در روسیه
میراث جهانی در روسیه تا تاریخ ۲۰۲۵ شامل ۳۲ اثر ثبت شده در کشور روسیه است که توسط میراث جهانی ثبت شده است و افزون بر این، ۳۱ محل در فهرست آزمایشی نامزد ثبت شدن هستند. سایت‌های سازمان میراث جهانی آموزشی، علمی و فرهنگی سازمان ملل متحد، یونسکو، مکان‌هایی هستند که دارای اهمیت فرهنگی یا طبیعی هستند، همان‌طور که در پیمان‌نامه میراث جهانی، که در سال ۱۹۷۲ تأسیس شده، شرح داده شده است. اتحاد جماهیر شوروی این پیمان‌نامه را در ۱۲ اکتبر ۱۹۸۸ پذیرفت و از آن هنگام، مکان‌های طبیعی و فرهنگی روسیه واجد شرایط برای گنجانده شدن در فهرست میراث جهانی هستند.
نخستین بار، در چهاردهمین نشست کمیته میراث جهانی یونسکو که در بنف، کانادا، در دسامبر ۱۹۹۰ برگزار شد، پنج محل از اتحاد جماهیر شوروی در فهرست میراث جهانی ثبت شدند. از این پنج مکان، هنوز سه مکان شامل یادمان‌های سنت پترزبورگ (در آن زمان لنینگراد نامیده می‌شد)، کیژی پاگوست، و کرملین مسکو و میدان سرخ میراث جهانی فدراسیون روسیه در میان قرار دارند.
تا تاریخ ۲۰۲۵, تعداد ۳۲ موقعیت میراث جهانی در روسیه ثبت جهانی شده‌اند. واپسین محل ثبت شده در فهرست چشم‌انداز فرهنگی دریاچه کنوزرسکی بود که سال ۲۰۲۴ فهرست شد. در فهرست میراث جهانی روسیه ۲۱ مکان فرهنگی و ۱۱ مکان طبیعی وجود دارند و چهار مکان نواره کورونی مشترک با لیتوانی، چشم‌انداز دائوریا و حوضه اوبسونور مشترک با مغولستان، و هلال ژئودزی اشترووه مشترک با نُه کشور اروپایی به صورت فراملی ثبت شده‌اند. سنگ نگاره‌های دریاچه اونگا و دریای سفید شامل ۴۵۰۰ سنگ‌نگاره است که در دوران نوسنگی، یعنی حدود ۶ تا ۷ هزار سال پیش، در سنگ‌ها حکاکی شده‌اند و در جمهوری کارلیا در فدراسیون روسیه قرار دارند. این سایت یکی از بزرگ‌ترین مجموعه‌های سنگ‌نگاره در اروپا است و فرهنگ دوران نوسنگی در منطقه فنوسکانیا را به تصویر می‌کشد. این اثر زنجیره‌ای شامل ۳۳ مکان در دو بخش است که ۳۰۰ کیلومتر از یکدیگر فاصله دارند
اولین مجمع جوانان میراث جهانی که در فدراسیون روسیه در شهر ولیکی نووگورود از تاریخ ۲۴ تا ۲۹ اوت ۲۰۰۲ برگزار شد، شامل برنامه‌های متعددی بود که به مشارکت جوانان در حفاظت و ترویج میراث جهانی فرهنگی و طبیعی اختصاص داشت.

## میراث جهانی
یونسکو سایت‌ها را با ده معیار فهرست می‌کند. هر ورودی باید حداقل یکی از معیارها را داشته باشد.
| #  | نگاره                                     | نام                                              | موقعیت              | سال ثبت | ش ثبتمعیارها            | شرح | منبع   |
| ۱  | یک عمارت با معماری باروک                  | مرکز تاریخی سن‌پترزبورگ و بناهای تاریخی آن        | سنت پترزبورگ        | ۱۹۹۰    | ۵۴۰(i)(ii) (iv)(vi)     | سنت پترزبورگ توسط تزار پتر کبیر به عنوان یک پایتخت جدید و یک شهر بندری در سواحل رود نوا، در خلیج فنلاند بنیان گذاشته شد. این شهر در اوایل قرن هجدهم بر روی زمینی دشوار شامل باتلاق‌ها، پوده و صخره‌ها ساخته شد. سایتی که به عنوان میراث جهانی ثبت شده است، شامل مرکز تاریخی شهر با معماری باروک و نئوکلاسیک و همچنین بناهای تاریخی و کاخ‌های پیرامون آن همچون پوشکین و پترگوف می‌شود. بناهای قابل توجه در شهر عبارتند از کاخ زمستانی (شامل موزه ارمیتاژ)، دریاسالاری و کاخ مرمر. در قرن بیستم، این شهر محل وقوع انقلاب اکتبر و محاصره لنینگراد در طول جنگ جهانی دوم بود. | [ ۷ ]  |
| ۲  | دو کلیسای قدیمی چوبی و ساعت               | کیژی پاگوست                                      | کارلیا              | ۱۹۹۰    | ۵۴۴(i)(iv)(v)           | مجموعهٔ معماری کیژی پاگوست در جزیره کیژی در دریاچه اونگا شامل دو کلیسای چوبی از قرن هجدهم میلادی (کلیسای تبدیل و کلیسای شفاعت) است. یک برج ساعت از سال ۱۸۶۲ نیز در آن نصب شده است. این بناها با سبک هنری منحصر به فردی ساخته شده‌اند و نشان‌دهندهٔ اوج تکنیک‌های نجاران روسی هستند. اگرچه این ساختمان‌ها تعمیرات دوره‌ای دیده‌اند، اما به‌طور قابل‌توجهی بازسازی نشده‌اند. | [ ۸ ]  |
| ۳  | کاتدرال سن باسیل                          | کرملین و میدان سرخ، مسکو                         | مسکو                | ۱۹۹۰    | ۵۴۵(i)(ii) (iv)(vi)     | کرملینِ مسکو قدیمی‌ترین بخش شهر مسکو به شمار می‌رود که نخستین بار در سال ۱۱۴۷ میلادی، نامی از آن ذکر شده است. در سدهٔ سیزدهم میلادی به عنوان مقر اصلی شاهزاده‌نشین بزرگ مسکو و یک مرکز مذهبی شناخته شد. برج و باروی آن در اواخر سدهٔ پانزدهم و اوایل سدهٔ شانزدهم ساخته شد و در همین ایام کلیساهای آن توسط معمارانی که از ایتالیا دعوت شده بودند، طراحی و احداث شد و به همین سبب تأثیرات رنسانس ایتالیا در آن آشکار است. کلیسای جامع رستاخیز کانونی برای کلیسای جامع فرشته مقرب و محل تدفین شاهزادگان و تزارهای روسیه بود. ساختمان‌های مدنی در قرن ۱۸ و ۱۹ ساخته شده‌اند. میدان سرخ در خارج از دیوارهای کرملین قرار دارد. کلیسای جامع سن باسیل نیز در انتهای میدان سرخ قرار دارد. | [ ۹ ]  |
| ۴  | دژ آجری سرخ (کرملین نووگورود) بر فراز رود | بناهای تاریخی نووگورود و پیرامون آن              | نووگورود            | ۱۹۹۲    | ۶۰۴(ii)(iv) (vi)        | نوگورود اولین پایتخت روس کی‌یف در قرن نهم و پایتخت جمهوری نووگورود از قرن دوازدهم تا پانزدهم بود. این شهر که در تقاطع مسیرهای تجاری که شمال اروپا را به آسیای مرکزی و امپراتوری بیزانس متصل می‌کند قرار دارد، به یکی از مهم‌ترین مراکز هنر و فرهنگ روسیه و همچنین یک مرکز معنوی تبدیل شد. اکثر آثار حفظ شده در شهر، مانند کلیساها و صومعه‌ها، مربوط به دوران جمهوری نووگورود هستند. | [ ۱۰ ] |
| ۵  |                                           | آثار تاریخی و فرهنگی جزایر سولووتسکی             | آرخانگلسک           | ۱۹۹۲    | ۶۳۲(iv)                 | شش جزیره از مجمع الجزایر در دریای سفید حداقل از قرن پنجم پیش از میلاد مسکونی بوده است. صومعه سولووتسکی که بارو دارد، در دههٔ ۱۴۳۰ میلادی تأسیس شد و تا دهه ۱۹۲۰ فعال بود، زمانی که تحت سیستم گولاگ به اردوگاه زندان تبدیل شد. اردوگاه زندان در سال ۱۹۳۹ بسته شد و از آن زمان این مجموعه به کلیسای ارتدکس بازگشت. سایت میراث جهانی شامل مجموعه صومعه، دهکدهٔ صومعه‌ای سابق، سلول‌های صومعه‌ها و آرامگاه‌ها، مکان‌های ماقبل تاریخ، مکان‌های یادبود اردوگاه زندان و چشم‌انداز فرهنگی اطراف است که توسط افرادی که در شرایط دورافتاده و سخت شمال زندگی می‌کردند، شکل گرفته است. | [ ۱۱ ] |
| ۶  |                                           | بناهای سفید ولادمیر و سوزدال                     | ولادیمیر            | ۱۹۹۲    | ۶۳۳(i)(ii) (iv)         | ولادیمیر و سوزدال دو شهر اصلی شاهزاده‌نشین ولادیمیر-سوزدال در قرن ۱۲ و ۱۳ میلادی بودند. سایت میراث جهانی یادشده شامل بناهای تاریخی به سبک معماری منحصر به فردی است که در منطقه توسعه یافته است. بناهای یادبود عبارتند از: کلیسای جامع رستاخیز، کلیسای جامع سنت دیمیتریوس، و دروازه طلایی در ولادیمیر، قلعه شاهزاده و کلیسای شفاعت تئوتوکوس بر رود نرل در بوگولیوبوو، کرملین سوزدال، کلیسای جامع میلاد والده مقدس و نیایشگاه ناجی سنت یوثیمیوس در سوزدال و کلیسای سنت بوریس و گلب در کیدکشا. | [ ۱۲ ] |
| ۷  |                                           | آثار باستانی تثلیث سرگییوس لاورا در سرگییف پوساد | مسکو                | ۱۹۹۳    | ۶۵۷(ii)(iv)             | صومعهٔ سرگییف پوساد مهم‌ترین صومعهٔ روسی و مرکز معنوی کلیسای ارتدکس روسی و همچنین مقر پاتریارک است. این صومعه در سال ۱۳۳۷ میلادی تأسیس شد و طی قرن‌ها توسعه یافت. کلیسای جامع ترینیتی (به معنی تثلیث) متعلق به سال ۱۴۲۲ است و مشهورترین اثر آندری روبلف، با نام «تثلیث» را در خود جای داده است. کلیسای جامع آسمپشن، متعلق به نیمهٔ دوم قرن شانزدهم، مقبرهٔ تزار بوریس گودونوف و خانواده‌اش را در خود جای داده است. این مجموعه توسط دیوارهای دفاعی ضخیم احاطه شده است که در طول محاصرهٔ لهستانی-لیتوانیایی در سال ۱۶۱۰ از آن محافظت می‌کرد. | [ ۱۳ ] |
| ۸  |                                           | کلیسای معراج، کولومنسکویه                        | مسکو                | ۱۹۹۴    | ۶۳۴(ii)                 | کلیسای معراج در سال ۱۵۳۲ برای بزرگداشت تولد تزار آینده ایوان مخوف ساخته شد. این کلیسا به دلیل سقف چادری آن که از سنگ ساخته شده است و در معماری روسی یک نوآوری به شمار می‌رفت، قابل توجه است. چنین سقف‌هایی قبلاً در سازه‌های چوبی ساخته می‌شدند. سقف آن از یک پایهٔ هشت ضلعی بلند شده و دارای چندین عنصر تزئینی به نام کوکوشنیک است. این کلیسا تا اواسط قرن هفدهم تأثیر زیادی بر معماری کلیساهای روسی داشت. | [ ۱۴ ] |
| ۹  |                                           | جنگل‌های بکر کومی                                 | کومی                | ۱۹۹۵    | ۷۱۹(vii)(ix)            | بیشه‌های بکر که در این سایت ثبت شده‌اند، بالغ بر ۳۲٬۰۰۰ کیلومتر مربع (۱۲٬۰۰۰ مایل مربع) را در رشته‌کوه اورال پوشش می‌دهند و شامل جنگل‌های شمال (تایگا)، توندرا، و توندرای کوهستانی هستند. پوشش گیاهی غالب این جنگل مخروطیان، سپیدارها و توس‌ها هستند. مساحت زیادی از پوده نیز در آن وجود دارد. | [ ۱۵ ] |
| ۱۰ |                                           | دریاچه بایکال                                    | ایرکوتسک و بوریاتیا | ۱۹۹۶    | ۷۵۴(vii) (viii)(ix) (x) | دریاچهٔ بایکال با ژرفای ۱٬۷۰۰ متر (۵٬۶۰۰ فوت) عمیق‌ترین دریاچه جهان است و حدود ۲۰ درصد از آب شیرین یخ زده جهان را در خود جای داده است. همچنین این دریاچه با قدمتی ۲۵ میلیون سال قدیمی‌ترین دریاچه جهان است. با توجه به ویژگی‌هایش، ترکیبی منحصربه‌فرد از گیاهان و جانوران آب شیرین، با گونه‌های بومی فراوان داراست. | [ ۱۶ ] |
| ۱۱ |                                           | آتشفشان‌های کامچاتکا                              | کامچاتکا            | ۱۹۹۶    | ۷۶۵(vii) (viii)(ix) (x) | شبه‌جزیره کامچاتکا شامل تراکم زیادی از آتشفشان‌های فعال و ویژگی‌های آتشفشانی مرتبط است، همچنین یخچال‌های طبیعی زیادی در آن وجود دارد. این اقلیم محل زندگی گونه‌های مختلفی از سمور دریایی، خرس قهوه‌ای، عقاب دریایی دم‌سفید، و عقاب دریایی استلر است. رودهای آن مملو از آزادماهیان گوناگون است. مرزهای این ملک در سال ۲۰۰۱ گسترش یافت و در مجموع شامل شش منطقه شد. | [ ۱۷ ] |
| ۱۲ |                                           | کوه‌های طلایی التای                               | جمهوری آلتای        | ۱۹۹۸    | ۷۶۸rev(x)               | این موقعیت خود شامل دو ذخیره‌گاه طبیعی آلتای و کاتون است که دریاچه تلتسکویه، کوه بلوخا، و فلات یوکوک را شامل می‌شوند. این منطقه از نظر تنوع زیستی با مناطق پوشش گیاهی استپ، استپ جنگلی، و مخلوط از اهمیت بالایی برخوردار است. همچنین گیاهان آلپی و پلنگ برفی در آن می‌زیند. | [ ۱۸ ] |
| ۱۳ |                                           | مجموعه تاریخی و باستانی کرملین قازان             | تاتارستان           | ۲۰۰۰    | ۹۸۰(ii)(iii) (iv)       | تزار ایوان مخوف شهر کازان را در سال ۱۵۵۲ فتح کرد و خانات قازان (جانشینان اردوی زرین) را برچید. در ۱۵۵۲ او به جای دژهای تاتارها یک کرملین در قازان بنا کرد. ساختمان‌های موجود در ارگ، که بیشتر آنها بین قرن‌های ۱۶ و ۱۹ ساخته شده‌اند، نشان‌دهنده تعامل تأثیرات روسی و تاتار و همچنین اعتقادات مسیحی و مسلمان است. مسجد قل‌شریف یک سازهٔ جدید است که در قرن بیست و یکم در محل یک مسجد قدیمی ساخته شده است. | [ ۱۹ ] |
| ۱۴ |                                           | قفقاز غربی                                       | کراسنودار           | ۱۹۹۹    | ۹۰۰(ix)(x)              | این سایت شامل هفت مِلک (از جمله ذخیره‌گاه طبیعی قفقاز) در بخش غربی کوه‌های قفقاز است که یکی از معدود مناطق جنگلی کوهستانی است که به‌طور چشمگیری توسط فعالیت‌های انسانی تغییر نکرده است. این ناحیه شامل طیف گسترده‌ای از اکوسیستم‌ها از مناطق پست تا مناطق زیر آلپ هستند. قفقاز غربی منزلگاه گونه‌های بسیار جانوری و گیاهی است و محل زندگی زیرگونه گاومیش کوهان‌دار اروپایی است. | [ ۲۰ ] |
| ۱۵ |                                           | آثار صومعه فراپونتوف                             | ولوگدا              | ۲۰۰۰    | ۹۸۲(i)(iv)              | این صومعه توسط سنت فراپونت در سال ۱۳۹۸ میلادی، در شمال لم یزرع روسیه تأسیس شد. قدمت این بناها از قرن پانزدهم تا هفدهم است و یک دیوار سنگی در قرن نوزدهم اضافه شده است. این صومعه نمونه بارز جامعه رهبانی ارتدکس روسی از آن دوره است و به خوبی حفظ شده است. کلیسای جامع زایش باکره (ساخته شده در سال ۱۴۹۰ توسط استادان اهل روستوف) دارای دیوارهای داخلی است که توسط استاد دیونیسیوس با فرسکو پوشانده شده است. | [ ۲۱ ] |
| ۱۶ |                                           | نواره کورونی                                     | کالینینگراد         | ۲۰۰۰    | ۹۹۴(v)                  | نوارهٔ کورونی یک ساحل ممتد و کشیده شنی (زبانه ساحلی) به طول ۹۸-کیلومتر (۶۱-مایل) است که تالاب کورونی را از دریای بالتیک جدا می‌کند. این باریکه از دوران ماقبل تاریخ مسکونی بوده است. فعالیت‌های شدید چوب‌برداری در قرن‌های ۱۷ و ۱۸ میلادی منجر به حرکت تپه‌های شنی به سمت تالاب شد و قدیمی‌ترین سکونتگاه‌ها را در این فرایند مدفون کرد. کار تثبیت تپه‌ها در سدهٔ نوزدهم آغاز شد و هنوز ادامه دارد. این شامل ساخت یک خط‌الراس محافظ تپه، و همچنین کاشت درختان و پرچین است. با گذشت زمان، برخی از روستاهای ماهیگیر باستانی به تفرجگاه‌های توریستی با فانوس‌های دریایی، اسکله‌ها، کلیساها، مدارس و ویلاها تبدیل شده‌اند. این منطقه همچنین برای گیاهان و جانوران ماسه‌ای و به عنوان مسیر مهاجرت پرندگان مهم است. قسمت شمالی زبانهٔ ساحلی در کشور لیتوانی و قسمت جنوبی آن در استان کالینینگراد در روسیه است. | [ ۲۲ ] |
| ۱۷ |                                           | سیخوته-آلین مرکزی                                | پریمورسکی           | ۲۰۰۱    | ۷۶۶(x)                  | این سایت شامل سه ویژگی در رشته کوه سیخوته آلین است: ذخیره‌گاه طبیعی سیخوت آلین، حفاظت‌گاه حیوانات گورالیج و دره رودخانه بیکین در سال ۲۰۱۸ به مجموعه اضافه شد. جنگل‌های معتدل نقطه تلاقی منحصر به فردی بین تایگا و نیمه گرمسیری است و زیستگاه گونه‌هایی نظیر ببر سیبری، خرس سیاه هیمالیایی، آهوی ختن سیبری، دله، و سمور سیبری است. | [ ۲۳ ] |
| ۱۸ |                                           | حوضه اوبسونور                                    | تووا                | ۲۰۰۳    | ۷۶۹(ix)(x)              | این سایت فراملی شامل هفت ملک در روسیه و پنج ملک در مغولستان است. حوضهٔ اویسونور یک حوضه بسته بزرگ است که به دریاچه یواس که بزرگ، کم‌عمق و بسیار شور است، می‌ریزد. این حوضه شامل زیستگاه‌های متنوعی از جمله تالاب‌ها، استپ‌ها، انواع مختلف جنگل‌ها، اکوسیستم‌های آب شیرین و شور و همچنین کوهستان‌های تندرا است. این منطقه زیستگاه چندین گونه پرنده، پلنگ برفی، جربیل مغولی، غرم، و بز کوهی سیبری است. | [ ۲۴ ] |
| ۱۹ |                                           | نارین قلعه، شهر قدیمی و استحکامات دربند          | داغستان             | ۲۰۰۳    | ۱۰۷۰(iii)(iv)           | دربند قدیمی‌ترین شهر در کشور روسیهٔ امروزی است و موقعیت آن میان دریای مازندران و کوهستان قفقاز واقع شده است. با توجه به موقعیت راهبردی آن بین اروپا و آسیا، نخستین سازه‌های دفاعی در هزاره اول قبل از میلاد برای کنترل این گذر احداث شد. دو دیوار موازی در قرن پنجم و ششم پس از میلاد توسط شاهنشاهی ساسانی ساخته شدند که بخش‌هایی از آن هنوز سالم به جای مانده است. ارگ و شهری که در بین دیوارها قرار داشته، توسط عرب‌ها، سلجوقیان، مغولان، تیموریان، و صفویان شکل گرفته است. این منطقه در قرن نوزدهم تحت فرمان امپراتوری روسیه درآمد و به تدریج عملکرد نظامی خود را از دست داد. | [ ۲۵ ] |
| ۲۰ |                                           | سیستم طبیعی ذخیره‌گاه جزیره ورانگل                | چوکوتکا             | ۲۰۰۴    | ۱۰۲۳(ix)(x)             | جزیرهٔ ورانگل در اقیانوس منجمد شمالی و در میان دریای چوکچی و دریای سیبری شرقی قرار دارد. از آنجایی که در طول یخبندان کواترنری توسط یخ پوشیده نشده بود، تعداد زیادی از جوامع گیاهی را که در جاهای دیگر به خاطر یخ منقرض شده بودند حفظ شدند و بالاترین تنوع زیستی را در بین جزایر قطب شمال حفظ کرد. همچنین این مکان آخرین بازمانده ماموت پشمالو را در خود داشت. علاوه بر جزیره اصلی، این سایت شامل جزیره کوچکتر هرالد و آب‌های اطراف نیز می‌شود. جزیره منزل‌گاه غاز برفی، و یک نوع بزرگ از گراز دریایی است و منبع تغذیه اصلی نهنگ خاکستری محسوب می‌شود. | [ ۲۶ ] |
| ۲۱ |                                           | آثار صومعه نووودویچی                             | مسکو                | ۲۰۰۴    | ۱۰۹۷(i)(iv) (vi)        | این صومعه در سال ۱۵۲۰ میلادی تأسیس شد. این مجموعه در قرن ۱۶ و ۱۷ به سبک باروک مسکو ساخته شد و نمونه‌ای از سبکی است که در آن دوره در منطقه رایج بود. این صومعه ارتباط نزدیکی با خانواده سلطنتی داشت، به عنوان صومعهٔ برگزیدهٔ زنان خانواده‌های اشرافی و ثروتمند که راهبه می‌شدند و همچنین محل دفن اشراف بود. صومعه توسط دیوارهایی احاطه شده است که در زمان ساخت، با خط دفاعی مسکو ادغام شده بودند. | [ ۲۷ ] |
| ۲۲ |                                           | مرکز تاریخی شهر یاروسلاول                        | یاروسلاول           | ۲۰۰۵    | ۱۱۷۰(ii)(iv)            | شهر یاروسلاول در نقطهٔ تلاقی رود ولگا و رود کوتوروسل واقع شده است. این قلعه که در قرن یازدهم به عنوان یک قلعه چوبی کوچک تأسیس شد، پس از ادغام در شاهزاده‌نشین بزرگ مسکو در سال ۱۴۶۳ میلادی، به یک مرکز تجاری مهم بدل شد. چندین کلیسا مربوط به قرن ۱۶ و ۱۷ در آن حفظ شده است. به دنبال اصلاحات شهرسازی امپراتور کاترین دوم در پایان قرن هجدهم، مرکز شهر یاروسلاول به سبک نئوکلاسیک و با نقشه‌ای شعاعی، بازطراحی شد. | [ ۲۸ ] |
| ۲۳ |                                           | هلال ژئودزی اشترووه                              | لنینگراد            | ۲۰۰۵    | ۱۱۸۷(ii)(iii) (vi)      | هلال ژئودزی اشترووه مجموعه‌ای از مثلث‌بندی‌ها است که نقاطی به درازای بیش از ۲٬۸۲۰ کیلومتر (۱٬۷۵۰ مایل) را از هامرفست در نروژ تا دریای سیاه به یکدیگر متصل کرده است. این نقاط در یک پژوهش توسط ستاره‌شناسفریدریش اشترووه تنظیم شدند. او برای اولین بار اندازه‌گیری دقیق یک بخش طولانی از یک نصف النهار را انجام داد که به تعیین اندازه و شکل زمین کمک کرد. در ابتدا ۲۶۵ نقطه-محل وجود داشت. سایت میراث جهانی امروزه شامل ۳۴ نقطه در ده کشور (از شمال به جنوب: نروژ، سوئد، فنلاند، روسیه، استونی، لتونی، لیتوانی، بلاروس، مولداوی، اوکراین) است که دو مورد از آن‌ها در روسیه، در جزیره گوگلند قرار دارد. | [ ۲۹ ] |
| ۲۴ |                                           | فلات پوتورانا                                    | کراسنویارسک         | ۲۰۱۰    | ۱۲۳۴(vii)(ix)           | فلات پوتورانا شمالی‌ترین قسمت فلات سیبری مرکزی است. از نظر زمین‌شناسی، عمدتاً از بازالتِ تله‌های سیبری تشکیل شده است. این منطقه دورافتاده و عمدتاً دست نخورده شامل چندین اکوسیستم مانند تایگا، توندرای جنگلی، توندرا، بیابان‌های قطبی شمال، دریاچه‌ها و رودخانه‌ها می‌باشد. پوشش گیاهی نقطه تلاقی بین فلورهای سیبری غربی و شرقی است. این فلات در مسیر اصلی مهاجرت گوزن شمالی قرار دارد. | [ ۳۰ ] |
| ۲۵ |                                           | پارک طبیعت ستون‌های لنا                           | ساخا                | ۲۰۱۲    | ۱۲۹۹(viii)              | ستون‌های لنا شکل طبیعی مشرف به رود لنا است. این ستون‌ها به بلندای ۲۰۰ متر (۶۶۰ فوت) می‌رسند و به واسطهٔ اقلیم قاره‌ای اینچنین شکل گرفته‌اند؛ با زمستان‌های سرد، درجهٔ حرارت بسیار کمتر از انجماد می‌شود و در تابستان‌های گرم عمل یخ‌زدگی و درزهای بین سنگ‌ها افزایش می‌یابند. ستون‌ها از سنگ کامبرین تشکیل شده و حاوی فسیل‌هایی است که تمایز اولیه گونه‌ها را در طول انفجار کامبرین مستند می‌کند. یک تغییر جزئی مرز در سال ۲۰۱۵ انجام شد. | [ ۳۱ ] |
| ۲۶ |                                           | مجموعه تاریخی و باستانی بلغار                    | تاتارستان           | ۲۰۱۴    | ۹۸۱(ii)(vi)             | بلغار، پایتخت مقطعی بلغارستان ولگا، یک دولت بلغاری بین قرن‌های ۷ تا ۱۵ میلادی بود. پس از تهاجم مغول به بلغارستان ولگا در قرن سیزدهم، این شهر به عنوان پایتخت اولیهٔ اردوی زرین تبدیل شد و در دوران خانات قازان همچنان یک مرکز تجاری مهم باقی ماند. این دولت در سال ۹۲۲ اسلام را به عنوان دین رسمی خود پذیرفت و بلغار همچنان یک مکان زیارتی برای تاتارهای ولگا به‌شمار می‌رود. | [ ۳۲ ] |
| ۲۷ |                                           | چشم‌انداز دائوریا                                 | زابایکالسکی         | ۲۰۱۷    | ۱۴۴۸(ix)(x)             | دائوریا، یا ترابایکال، منطقه‌ای است در شرق دریاچه بایکال. سایت فراملی این منطقه شامل نواحی از ذخیره‌گاه طبیعی داوریا در روسیه و سه ناحیه در مغولستان، از جمله مغول داگور است. چشم‌انداز این منطقه شامل اکوسیستم‌های مختلف استپی، جنگل‌ها و مراتع، همچنین باتلاق‌ها و دریاچه‌ها است. این منطقه از اهمیت زیادی به عنوان محل لانه‌گذاری یا مسیر مهاجرت چندین گونه پرنده برخوردار است؛ مانند درنای پس‌سرسفید، و همچنین محل مهاجرت آهوی مغولی است. | [ ۳۳ ] |
| ۲۸ |                                           | کلیسای جامع و صومعه در جزیره-شهر سویازشک         | تاتارستان           | ۲۰۱۷    | ۱۵۲۵(ii)(iv)            | شهر-جزیرهٔ سویازشک که در تقاطع رودهای رود ولگا، رود سویگا و رود شچوکا قرار دارد، در سال ۱۵۵۱ توسط ایوان مخوف تأسیس شد. این شهر در موقعیت استراتژیک در یک تقاطع از مسیر ولگا و جاده ابریشم قرار دارد و اولین پایگاه برای فتح خانات قازان توسط ایوان بود. کلیسای جامع و مجموعهٔ صومعه در قرن ۱۶ ساخته و در قرن ۱۸ بازسازی شدند. نقاشی‌های دیواری در کلیسا از بهترین نمونه‌های نقاشی‌های ارتدکس روسی هستند و در ترکیب منحصربه‌فردی از سبک‌های مختلف مناطق روسیه نقاشی شده‌اند. | [ ۳۴ ] |
| ۲۹ |                                           | کلیساهای مدرسه معماری پسکوف                      | پسکوف               | ۲۰۱۹    | ۱۵۲۳(ii)                | این سایت شامل ده کلیسا یا صومعه و ساختمان‌های مرتبط در شهر پسکوف است. این بناها نمایانگر کار مکتب معماری پسکوف هستند که از سنت‌های بیزانسی و نووگورود الهام گرفته و آن‌ها را با سنت محلی تلفیق کرده و معماری را مطابق با استفاده از منابع محلی تطبیق داده‌اند. کلیساها از قرن دوازدهم تا اوایل قرن هفدهم تاریخ‌گذاری می‌شوند، با اوج این سبک در قرون پانزدهم و شانزدهم. معماران پسکوف در چندین شهر روسی از جمله مسکو، قازان و سیویازک بر روی بناها کار کرده‌اند. در تصویر، کلیسای سنت جان از قرن دوازدهم به نمایش درآمده است. | [ ۳۵ ] |
| ۳۰ |                                           | سنگ نگاره‌های دریاچه اونگا و دریای سفید           | کارلیا              | ۲۰۲۱    | ۱۶۵۴(iii)               | این سایت شامل ۳۳ اثر با سنگ‌نگاره‌هایی در دو خوشه است. سنگ‌نگاره‌های موجود در دریاچه اونگا تصاویری از پرندگان، حیوانات، شخصیت‌های نیمه انسانی و نیمه حیوانی، و همچنین اشکال هندسی که احتمالاً نمایانگر ماه و خورشید هستند، به تصویر کشیده‌اند. سنگ‌نگاره‌های دریای سفید صحنه‌هایی از شکار و قایقرانی، همراه با تجهیزات مرتبط، و همچنین ردپاهای حیوانات و انسان‌ها را نشان می‌دهند. این سنگ‌نگاره‌ها حدود ۶ و ۷ هزار سال پیش خلق شده‌اند و بینشی از زندگی فرهنگ‌های دوران نوسنگی فنواسکاندیا ارائه می‌دهند. | [ ۳۶ ] |
| ۳۱ |                                           | رصدخانه نجومی دانشگاه کازان                      | تاتارستان           | ۲۰۲۳    | ۱۶۷۸(i)(ii) (iv)(vi     | این نامزدی شامل دو رصدخانهٔ نجومی است. رصدخانه‌ای که در دانشگاه قازان قرار دارد در اوایل قرن نوزدهم تأسیس شد و رصدخانه دیگری در انگلهاردت در سال ۱۹۰۱ بنیان‌گذاری شد. این رصدخانه‌ها برای نقشه‌برداری از موقعیت ستارگان و اجرام منظومه شمسی، همچنین برای توسعه ابزارهای نجومی استفاده می‌شدند. | [ ۳۷ ] |
| ۳۲ |                                           | چشم‌انداز فرهنگی دریاچه کنوزرسکی                  | آرخانگلسک           | ۲۰۲۴    | ۱۶۸۸(iii)               | این پارک ملی شامل یک چشم‌انداز فرهنگی است که توسط کشاورزان در طول قرون ۱۲ تا ۱۶ شکل گرفته است. این منطقه با تایگا پوشیده شده است و چندین دریاچه در آن وجود دارد که دوتای بزرگ‌ترین آن‌ها دریاچه کنوزرو و دریاچه لیوکشموزرو هستند. در این منطقه چندین کلیسای چوبی (کلیسای سنت جرج از قرن ۱۸ در پُرژنسکی پُگُست)، کلیسا، صلیب‌های مقدس و جنگل‌های مقدس نیز وجود دارند. | [ ۳۸ ] |

## فهرست آزمایشی
علاوه بر مکان‌هایی که در فهرست میراث جهانی ثبت می‌شوند، کشورهای عضو می‌توانند فهرستی پیشنهادی از مکان‌های پیشنهادی خود تهیه کنند. تنها آثاری که ابتدا در این فهرست قرار گرفته باشند، امکان ثبت در فهرست میراث جهانی را خواهند داشت.
روسیه ۳۲ مکان را در فهرست پیشنهادی خود گنجانده است.
| #  | نگاره | نام                                           | موقعیت                 | سال  | ش ثبتمعیارها                    | شرح | م             |
| ۱  |       | موزه ذخیره‌گاه ذهیرخ آسا                       | اینگوش                 | ۱۹۹۶ | ۵۶۹                             | موزه-ذخیره‌گاه شامل ۱۸ سکونتگاه در دره‌های رودهای آسا و آرمخی است. این سکونتگاه‌ها به‌خاطر برج‌های سنگی خود شناخته شده‌اند که هم کاربرد مسکونی و هم دفاعی داشتند. بیشتر آن‌ها مربوط به قرون ۱۶ و ۱۷ میلادی هستند. | [ ۴۰ ]        |
| ۲  |       | مرکز تاریخی ایرکوتسک                          | استان ایرکوتسک         | ۱۹۹۸ | ۱۱۶۶                            | شهر ایرکوتسک، واقع در رودهای ایرکوت و آنگارا، ۶۶ کیلومتر (۴۱ مایل) از دریاچه بایکال فاصله دارد و تحت تأثیر تاریخچه‌ای بیش از ۳۰۰ ساله شکل گرفته است. این شهر در سال ۱۶۶۱ به عنوان یک قلعه نظامی تأسیس شد و پس از شورش دسامبریست‌ها در سال ۱۸۲۵، میزبان بسیاری از تبعیدی‌ها بود. در قرن بیستم، این شهر شاهد شهرنشینی در مقیاس وسیع بود. چندین ساختمان از دوره‌های زمانی مختلف از جمله خانه‌های چوبی سنتی با تزئینات و ساختمان‌های سبک باروک سیبریایی حفظ شده‌اند.                                  | [ ۴۱ ]        |
| ۳  |       | روستوف کرملین                                 | استان یاروسلاول        | ۱۹۹۸ | ۱۱۸۵(ii)(iii)(iv) (vi)          | کرمِلین در شهر رستوف که مشرف به دریاچهٔ نرو است، در ابتدا از سه بخش تشکیل شده بود که در قرن ۱۷ میلادی به هم پیوستند. این کرملین شامل اقامتگاه متروپولیتن، چندین کلیسا است و با دیوارهای بلند احاطه شده است. این بنا یکی از بهترین نمونه‌های حفظ شده معماری قدیم روسیه به‌شمار می‌آید. | [ ۴۲ ]        |
| ۴  |       | مرکز تاریخی ینی‌سئیسک                          | سرزمین کراسنویارسک     | ۲۰۰۰ | ۱۴۶۰(ii)(iii)(iv)               | شهر ینی‌سیسک در سال ۱۶۱۹ تأسیس شد و به عنوان پایگاهی برای فتح سیبری به دست روس‌ها عمل کرد. این شهر که در کنار رود رود ینی‌سئی واقع شده است، همچنین مرکز تجاری مهمی بود. این شهر چندین بنا از قرن‌های ۱۸ و ۱۹ را حفظ کرده است. | [ ۴۳ ]        |
| ۵  |       | سنگ نگاره‌های سیکاچی آلیان                     | سرزمین خاباروفسک       | ۲۰۰۳ | ۱۷۸۷                            | سنگ‌نگارههای مربوط به دوران پیش‌تاریخی در صخره‌ها بالای رود رود آمور نزدیک به روستای سیکاچی-آلیان واقع شده‌اند. این سنگ‌نگاره‌ها در اواخر قرن ۱۹ توسط شرق‌شناسی روسی پالادیوس شناسایی شدند و در قرن ۲۰ مطالعات بیشتری بر روی آن‌ها انجام گرفت. | [ ۴۴ ]        |
| ۶  |       | ذخیره گاه طبیعی کوماندورسکی                   | سرزمین کامچاتکا        | ۲۰۰۵ | ۱۹۹۷(vii)(viii) (ix)(x)         | پناهگاه طبیعی شامل دو جزیره بزرگ (جزیره برینگ و جزیره مدنی) و گروهی از جزایر کوچکتر و آب‌های اطراف آن‌ها می‌باشد. این جزایر قله‌های یک دریاکوه هستند که از آلاسکا تا شبه‌جزیره کامچاتکا امتداد دارد. این جزایر زیستگاه مهمی برای پرندگان و پستانداران دریایی به‌شمار می‌روند. | [ ۴۵ ]        |
| ۷  |       | ذخیره‌گاه طبیعی ماگادان                        | استان ماگادان          | ۲۰۰۵ | ۱۹۹۸(vii)(viii) (ix)(x)         | پناهگاه طبیعی شامل چهار خوشه است که سه تای آن‌ها در سواحل یا نزدیک به سواحل دریای اختسک قرار دارند و چهارمین خوشه در درون خشکی است. اقلیم منطقه اقلیم جنب‌شمالگان است. جنگل‌ها عمدتاً از درختان مخروطیان تشکیل شده‌اند و چندین گونه گیاهی بومی در آنجا یافت می‌شود. رودخانه‌ها برای گونه‌های مهاجر ماهی آزاد اهمیت دارند. | [ ۴۶ ]        |
| ۸  |       | پارک ملی کراسنویارسک                          | سرزمین کراسنویارسک     | ۲۰۰۷ | ۵۱۱۳(vii)(viii) (ix)(x)         | ستولبی (صخره‌ها) تشکیل‌های سنگی در کوه‌های شرقی کوه‌های سایان هستند. این صخره‌ها به دوره دیرینه‌زیستی تعلق دارند و از منشأ ماگمایی و رسوبی هستند و شامل فسیل‌هایی از دوره کامبرین می‌باشند. همچنین پدیده‌های کارست مانند غارها در این منطقه وجود دارند. این منطقه برای سنگ‌نوردی محبوب است و سنگ‌نوردان این نوع کوهنوردی آزاد را «ستولبیسم» می‌نامند. | [ ۴۷ ]        |
| ۹  |       | مرداب واسیوگان                                | استان تومسک            | ۲۰۰۷ | ۵۱۱۴(vii)(viii) (ix)(x)         | باتلاق وسیگان بزرگ‌ترین باتلاق در نیمکره شمالی است و در اطراف حوضه آبریز رود اب و ایرتیش قرار دارد. این باتلاق به تازگی، در دوره هولوسن، شکل گرفته است. منظره آن شامل خلاش، پودابها و پوده‌زارهای جنگلی است. این باتلاق از تعداد زیادی از گونه‌های حشرات پشتیبانی می‌کند که به نوبه خود غذا برای تعداد زیادی پرنده مهاجر و لانه‌ساز هستند. گونه‌های پستاندار حاضر در این منطقه شامل واپیتی، خرس قهوه‌ای، وشق و سمور سیبری هستند.                                                                  | [ ۴۸ ]        |
| ۱۰ |       | مجموعه کرملین آستراخان                        | استان آستراخان         | ۲۰۰۸ | ۵۳۶۸ (ii)(iii)(iv)              | کرملین آستراخان، پس از فتح خانات آستراخان توسط ایوان مخوف، در سال ۱۵۵۸ میلادی ساخته شد که ابتدا از چوب و در دهه‌های بعدی از سنگ ساخته شد. این دژ به عنوان یک دژ مستحکم در مرز جنوب‌شرقی روسیه و یک ایستگاه در جاده ابریشم عمل می‌کرد. کلیسای بشارت به عنوان یکی از بهترین نمونه‌های معماری کلیسای روسی در قرن ۱۸ شناخته می‌شود. | [ ۴۹ ]        |
| ۱۱ |       | کوه‌های ایلمنسکی                               | استان چلیابینسک        | ۲۰۰۸ | ۵۳۸۸(vi)(vii) (viii)            | کوه‌ها دارای ذخایر غنی از انواع مختلفی از مواد معدنی هستند که برخی از آن‌ها برای اولین بار در اینجا کشف شدند. این مواد شامل ایلمنیت، مونازیت، کانکرینیت و سامارزکیت-(Y) می‌باشند. این منطقه به عنوان منطقه حفاظت‌شده ایلمن محافظت می‌شود و به‌طور کلی برای عموم بسته است. | [ ۵۰ ]        |
| ۱۲ |       | سایت باستان‌شناسی تانایس                       | استان روستوف           | ۲۰۰۹ | ۵۴۲۲(ii) (iii)(v)               | تاناایس یک مستعمره از پادشاهی بسفور، یک دولت یونانی باستان بود. این شهر در قرن سوم پیش از میلاد در دلتا رود دن تأسیس شد و به سرعت به یک مرکز تجاری قوی تبدیل شد و محل تعامل یونانی‌ها و قبایل کوچ‌نشین استپ، از جمله سرمتی‌ها بود. در قرن سوم میلادی، تاناایس احتمالاً توسط گوت‌ها به آتش کشیده شد. این منطقه همچنان مسکونی باقی ماند اما مرکز سکونت در قرون بعدی از خرابه‌های شهر دور شد. | [ ۵۱ ]        |
| ۱۳ |       | اورال باشقیر                                  | باشقیرستان             | ۲۰۱۲ | ۵۶۶۶ (i)(iii)(v) (vi)(viii) (x) | منطقه در بخش جنوبی رشته‌کوه اورال از نظر طبیعی و فرهنگی اهمیت زیادی دارد. این منطقه از تنوع زیستی غنی است و در نقطه تلاقی جنگل‌ها و استپ‌های اروپایی و آسیایی قرار دارد. پدیده‌های مختلف کارستی، از جمله غارها، در این منطقه یافت می‌شود. نقاشی‌های غاری از پارینه‌سنگی در غار کاپوا کشف شده است. امروزه، این منطقه توسط باشقیرها ساکن است که برخی از سنت‌های باستانی خود، از جمله زنبورداری وحشی، را حفظ کرده‌اند.                                                                                 | [ ۵۲ ]        |
| ۱۴ |       | جنگل‌های بکر کومی                              | جمهوری کومی            | ۲۰۱۴ | ۵۹۲۵(vii)(viii) (ix)(x)         | این نامزد تغییر مرز مکان موجود در فهرست میراث جهانی را پیشنهاد می‌دهد و توجیه بیشتری برای شایستگی‌های طبیعی برجسته بر اساس معیارهای یونسکو فراهم می‌کند. | [ ۵۳ ]        |
| ۱۵ |       | قفقاز غربی                                    | سرزمین کراسنودار       | ۲۰۱۴ | ۵۹۲۶(ix)(x)                     | این نامزد پیشنهاد تغییر مرز مکان موجود در فهرست میراث جهانی را دارد. | [ ۵۴ ]        |
| ۱۶ |       | مجموعه یادبود مامایف کورگان                   | استان ولگوگراد         | ۲۰۱۴ | ۵۹۳۶(i)(iv)(vi)                 | مجموعه‌ای در ولگوگراد است که به یاد کشته‌شدگان در نبرد استالینگراد از جنگ جهانی دوم ساخته شده است. این مجموعه بین سال‌های ۱۹۵۹ و ۱۹۶۷ ساخته شد. شامل چندین پله‌رو، میدان‌ها، سالن‌های یادبود است و با یک مجسمه عظیم نمادین یادمان مام میهن فرامی‌خواند اثر یوجنی ووتچیتچ تاج‌گذاری شده است. | [ ۵۵ ]        |
| ۱۷ |       | اوگلاختی                                      | خاکاسیا                | ۲۰۱۶ | ۶۱۶۵(i)(iii)(vi) (x)            | رشته‌کوه اوگلاختی در کنار رود ینی‌سئی قرار دارد. این منطقه از حداقل ۵۰۰۰ سال پیش مسکون بوده است و فرهنگ‌های مختلف چندین بقایای باستان‌شناسی از جمله سنگ‌نگارهها و سایت‌های دفن فرهنگ تاشتیک از قرن اول تا هفتم میلادی (ماسک جنازه از این فرهنگ در تصویر دیده می‌شود) را به جا گذاشته‌اند. مناظر این منطقه شامل جنگل‌ها و استپ‌های نسبتاً دست‌نخورده با فلور و فونا متنوع است. | [ ۵۶ ]        |
| ۱۸ |       | مرکز تاریخی گوروخوفتس                         | استان ولادیمیر         | ۲۰۱۷ | ۶۲۰۲ (ii)(iv)                   | شهر گوراخووتس در قرن دوازدهم در کنار رود کلیازما تأسیس شد تا مرز جنوبی ولادیمیر-سوزدال را محافظت کند. این شهر در قرون ۱۷ و ۱۸ دوران شکوفایی خود را تجربه کرد و در آن زمان به مرکز تجاری مهمی تبدیل شد. در این دوره تعدادی کلیسا و صومعه در این شهر ساخته شد. | [ ۵۷ ]        |
| ۱۹ |       | گنجینه‌های فرهنگ پازیریک                       | جمهوری آلتای           | ۲۰۱۸ | ۶۲۸۳(i)(ii)(iii) (vi)           | این نامزدی شامل سایت‌های مربوط به فرهنگ پازیریک است، که یک فرهنگ‌های سکایی دوره عصر آهن از قرن ششم تا دوم پیش از میلاد بود. یافته‌ها شامل سنگ‌نگارهها، گورهای پازیریک با مومیایی‌های حفظ شده که نشان‌دهنده خال‌کوبی هستند، و همچنین بقایای منسوجات می‌باشد. برخی از سایت‌ها در منطقه حایل کوه‌های طلایی التای به عنوان سایت میراث جهانی قرار دارند. | [ ۵۸ ]        |
| ۲۰ |       | نقاشی‌های سنگی غار شولگان-تاش                  | باشقیرستان             | ۲۰۱۸ | ۶۳۰۹(i)(iii)                    | نقاشی‌های غار شولگان-تاش، یا غار کاپوا، به دوره پارینه‌سنگی زبرین تعلق دارند. این نقاشی‌ها با استفاده از اخرایی قرمز کشیده شده‌اند و تصاویری از ماموتها، کرگدن پشمالوها، گاوها و اسب‌ها را نشان می‌دهند. این غار به مدت چندین هزار سال مورد استفاده قرار گرفته و احتمالاً برای اهداف آیینی استفاده می‌شده است. غار در اواسط قرن بیستم دوباره کشف شد. | [ ۵۹ ]        |
| ۲۱ |       | کلیسای پرسلاول-زالسکیی                        | استان یاروسلاول        | ۲۰۱۹ | ۶۴۲۷ (i)(ii)(iv)                | کلیسای تراسفیگوراسیون اولین نمونه حفظ‌شده از معماری سنگ سفید روسی است. طراحی آن تحت تأثیر سبک معماری رمانسک از غرب اروپا و سنت امپراتوری بیزانس قرار داشت. شهر پریسلاول-زالسکی توسط شاهزاده یوری دولگوروکی در سال ۱۱۵۲ تأسیس شد و با خاکریز دفاعی از جنس خاک محصور شد که امروزه هنوز حفظ شده‌اند. | [ ۶۰ ]        |
| ۲۲ |       | میراث شکارچیان دریایی قطب شمال چوکوتکا        | ناحیه خودگردان چوکوتکا | ۲۰۱۹ | ۶۴۴۰ (ii)(iii)(v) (vi)          | این نامزد شامل سه سایت مرتبط با مردم یوفیک سیبری (که به اسکیمو نیز معروف هستند) است که در دورترین نقاط شمال شبه‌جزیره چوکچی زندگی می‌کنند. مجموعه گورستان در اکون به هزاره اول میلادی تعلق دارد، و روستای نوکان و مجموعه در نوناک از قرن ۱۵ تا ۱۹ یا ۲۰ فعال بودند. بقایای فرهنگ دریای برینگی قدیمی شامل ابزارها، سلاح‌های شکار، وسایل خانگی و جواهرات است. شکارچیان عمدتاً بر روی پستانداران دریایی تمرکز داشتند و از استخوان حیوانات برای ساخت ابزار و حکاکی‌های تزئینی استفاده می‌کردند.      | [ ۶۱ ]        |
| ۲۳ |       | روستای ویاتسکویه                              | استان یاروسلاول        | ۲۰۱۹ | ۶۴۴۱(ii)(v)                     | روستای ویاتسکویه اولین بار در سال ۱۵۰۲ ذکر شد، اما عمدتاً در قرن ۱۸ توسعه یافت. معماری آن به خوبی حفظ شده است، از جمله خانه‌های تجاری و کشاورزی، کلیساها و ساختمان‌های عمومی. چندین موزه موضوعی در این روستا وجود دارد. اهالی روستا صنایع دستی سنتی خود از جمله تولید خیارشور را حفظ کرده‌اند. | [ ۶۲ ]        |
| ۲۴ |       | مجموعه تاریخی و فرهنگی دیونوگوری              | استان ورونژ            | ۲۰۲۰ | ۶۴۸۴(ii)(iv)(v) (vi)            | دیوگوریه یک چشم‌انداز از گچ فرنگی و سنگ آهک است که در ساحل رود دن قرار دارد. این منطقه از دوران پارینه‌سنگی زبرین مسکون بوده و در آن زمان شکار اسب در این منطقه صورت می‌گرفته است. در قرون ۹ و ۱۰ میلادی، این مکان محل استقرار یک محوطه مستحکم متعلق به خزرها و از فرهنگ سالتوو-مایاکی بوده است. در قرون ۱۸ و ۱۹، این منطقه جذب درویشان شد که غارها و کلیساهایی را در سنگ نرم حک کردند. | [ ۶۳ ]        |
| ۲۵ |       | پارک ملی کیتالیک                              | یاقوتستان              | ۲۰۲۱ | ۶۵۲۰(ix)(x)                     | پارک ملی کیتالیک بخش‌هایی از پست‌بوم کولیما و پست‌بوم یانا-ایندیگیرکا را پوشش می‌دهد و شامل چشم‌انداز توندرا با ویژگی‌های ترموکارست مانند زمین الگودار، بایدجاراخ و پینگو است. این منطقه خانه درنای سیبری در خطر انقراض است، همچنین میزبان چندین گونه از اردک‌ها و غازها می‌باشد. | [ ۶۴ ]        |
| ۲۶ |       | ارژن                                          | تووا                   | ۲۰۲۱ | ۶۵۸۳(i)(iii) (iv)               | دره رود اویوک محل هزاران تپه دفن (کورگانها) است. این تپه‌ها یا سنگی هستند یا از خاک ساخته شده‌اند و به هزاره اول پیش از میلاد تعلق دارند، در دوره‌های عصر برنز و عصر آهن اوایل فرهنگ‌های سکایی. مطالعات باستان‌شناسی این سایت از سال ۱۹۱۵ آغاز شد. برخی از تپه‌ها عظیم هستند، تپه آرزهان-۱ در ابتدا ۱۲۰ متر (۳۹۰ فوت) قطر و ۴ متر (۱۳ فوت) ارتفاع داشت. هزاران شیء طلایی در آرزهان-۲ کشف شد (تصویر بالا) که اکنون در موزه‌ها نگهداری می‌شوند.                                                      | [ ۶۵ ]        |
| ۲۷ |       | غار دنیسووا                                   | سرزمین آلتای           | ۲۰۲۲ | ۶۶۲۵(iii)(v)                    | غار دنیسووا یک سایت باستان‌شناسی است که بقایای جوامع پلیستوسن را شامل می‌شود و لایه‌های آن به مدت ۳۰۰٬۰۰۰ سال ادامه دارد. این غار در دوره‌های مختلف توسط نئاندرتالها، انسان‌های مدرن و انسان‌تبار دنیسوواها، گروهی از انسان‌های باستانی که در سال ۲۰۱۰ از طریق تحلیل ژنتیکی قطعات استخوانی یافت شده در غار شناسایی شدند، مسکون بوده است. تحلیل‌های بعدی همچنین نشان داد که دنیسوواها گاهی با نئاندرتال‌ها جفت‌گیری می‌کردند و آن‌ها به ژنوم مردم تبتی و جمعیت‌های آسیای جنوب، شرق و جنوب‌شرقی کمک کردند. | [ ۶۶ ]        |
| ۲۸ |       | شیخان‌های باشقیر (توراتاو، یوراکتائو و کوشتاو) | باشقیرستان             | ۲۰۲۲ | ۶۶۲۶(viii)                      | این نامزد شامل سه شیهان، تپه‌های کربناتی مجزا است که بقایای یک آب‌سنگ قدیمی هستند که در دوره پرمین تشکیل شده‌اند. این تپه‌ها در محل تلاقی دو اقیانوس باستانی، اقیانوس تتیس و پانتالاسا، در مراحل نهایی قبل از شکل‌گیری پانگه‌آ شکل گرفته‌اند. این تپه‌ها تمامی مراحل توسعه مرجانی را از تشکیل تا انقراض مستند می‌کنند. جوامع فسیل متنوع شامل خزه‌زیان، بازوپایان، نرم‌تنان و تریلوبیت هستند. توراتاو در تصویر است.                                                                                    | [ ۶۷ ]        |
| ۲۹ |       | کارخانه واسکریسنسکی                           | باشقیرستان             | ۲۰۲۳ | ۶۶۴۸(ii)(iv)(v)                 | مجتمع صنعتی مس گدازگری در دهه ۱۷۴۰ تأسیس شد و به عنوان اولین واحد خصوصی در منطقه شناخته می‌شود. این مجتمع بعدها گسترش یافت و شامل کوره‌های ذوب آهن و کارخانه ذوب شد. این کارخانه یکی از بزرگ‌ترین کارخانه‌های رشته‌کوه اورال بود و موجب توسعه کارخانه‌های معدنی در استان اورنبورگ گردید. این کارخانه در سال ۱۹۰۲ تعطیل شد. امروزه، این مجتمع بهترین نمونه حفظ‌شده از یک کارخانه ذوب مس است که ۱۲ شیء باقی‌مانده از جمله ساختمان‌های صنعتی، یک کلیسا، یک بیمارستان و انبارها را شامل می‌شود.          | [ ۶۸ ]        |
| ۳۰ |       | مرکز تاریخی تورژوک و املاک نیکولای لفوف       | استان تور              | ۲۰۲۳ | ۶۶۴۶(i)(iv)(vi)                 | تورشوک یکی از قدیمی‌ترین شهرهای روسیه است و در مسیر بین مسکو و سنت پترزبورگ قرار دارد. پس از آتش‌سوزی سال ۱۷۶۶ که مرکز شهر را نابود کرد، این شهر به سبک معماری نئوکلاسیک بازسازی شد. بازسازی تحت هدایت معمار نیکولای لوو، که از ایده‌های معمار آندره‌آ پالادیو اهل رنسانس ایتالیا الهام گرفت، انجام شد. یکی از آثار او کلیسای بوریس و گلِب است. کار لوو توسط معماران دیگری از جمله کارلو روسی ادامه یافت.                                                                                       | [ ۶۹ ]        |
| ۳۱ |       | قلعه برست و مامایف کورگان                     | استان ولگوگراد         | ۲۰۲۴ | ۶۷۷۱(ii)(iv) (vi)               | این نامزدی شامل دو سایت یادبود از جنگ کبیر میهنی، یا جبهه شرقی شامل قلعه بریست در بلاروس و مجموعه یادبود مامایف کورگان در روسیه است. دومی نبرد استالینگراد را گرامی می‌دارد که سرنوشت جنگ را به نفع متفقین جنگ جهانی دوم تغییر داد. این مجموعه بین سال‌های ۱۹۵۹ و ۱۹۶۷ ساخته شد و دارای مجسمه عظیم‌الجثهٔ یادمان مام میهن فرامی‌خواند می‌باشد. هر دو مجموعه یادبود به توسعه سبک قهرمانانه هنر شوروی کمک کردند که در کشورهای سوسیالیسم به شهرت رسید.                                              | [ ۷۰ ] [ ۷۱ ] |
| ۳۲ |       | مجموعه سازه‌های مقبره تسوی-پده                 | چچن                    | ۲۰۲۴ | ۶۷۸۰(ii)                        | معماری باستانی مناطق کوهستانی چچن (برج‌های مسکونی و نظامی، گورستان‌ها، مکان‌های عبادت) پدیده‌ای منحصر به فرد در فرهنگ جهانی است و بخش مهمی از میراث فرهنگی روسیه به‌شمار می‌رود. این مجموعه در داخل منطقه حفاظت‌شده تاریخی، معماری و طبیعی آرگون در بالادست رودخانه چانتی-آرگون واقع شده است، تقریباً در مرز با خوسورتی، در میان صخره‌های کوه کوره-لام (بلندترین قله تبولوس-متا)، بر روی یک دماغه صخره‌ای بلند که پای آن توسط آب‌های رودخانه‌های چانتی-آرگون و مشی-خی شسته می‌شود.                      | [ ۷۲ ]        |